# Carlina salicifolia
Carlina salicifolia là một loài thực vật có hoa trong họ Cúc. Loài này được (L.f.) Cav. mô tả khoa học đầu tiên năm 1801.